# イソカニムシ
イソカニムシ（Garypus japonicus）は、カニムシ目イソカニムシ科の１種。この類では大型の方で、海岸に生息する。

## 特徴
体長は3.5-5mmで、雌の方がやや大きい。この仲間では大型種である。全体に灰褐色だが、触肢と背甲は赤褐色である。背甲はほぼ三角形で、前に向けてはっきりと狭まり、先端は少しくぼんでいる。その前方の両縁に2個ずつ、4個の眼がある。背甲の表面には細かな顆粒が一面にあり、光沢はない。背甲後方の中央を隔てて、1対の色の薄くなった斑紋がある。鋏になった触肢はこの類として特に細長く、鋏も大きい。また、鋏になる節の基部（掌部）は丸く膨らんだようになる。
腹部は幅広い卵形で、側膜は波状。背面のキチン板は第1節と最後尾の節を除いて左右に2分し、各節の左右に1つずつの暗い色の小さな斑点がある。

## 分布と生息環境
北海道の利尻島、本州、四国、九州から知られ、海岸の高潮線から飛沫帯にかけて生息する。打ち上げられた海藻の中や、石の下に見られる。また岩の裂け目などにもおり、琉球列島では巻き貝の下から発見されている。

## 類似種など
カニムシ類に海岸性のものは少ない。日本では本種の他に以下のような種が知られる。
- Chthoniidae　ツチカニムシ科
  - Paraliochtonius sp.　ナギサツチカニムシ
- Neobisiidae　コケカニムシ科
  - Halobisium orientale japonicum　ウミカニムシ
- Olpiidae　サバクカニムシ科
  - Nipponogarypus enoshimaensis　コイソカニムシ

この中で、本種は特に身体が大きいことと、鋏の基部は丸く膨らみ、先端部が細長く伸びることなどで肉眼でも見分けが付く。なお、本種に近縁なものとしては、バンクスイソカニムシ G. californicus Banks など数種が北アメリカの西海岸に産する。

## 歴史
本種は日本においてはカニムシ類でもっとも古くに学者の注目を受けたものである。小原義直（桃洞）著の「桃洞遺筆」（天保4年刊）に食巖蟲（イシクヒムシ）というものが取り上げられており、背面と腹面の図があって間違いなくカニムシと理解出来る。これは紀州熊野の海岸の石下で発見したとのことである。この図は後に江崎著の「多足類蜘蛛類」（岩波講座生物学）にも取り上げられた。関口晃一は紀州にいるなら他の海岸にもいるはずと昭和14年に静岡県下田の東京文理大臨海実験所周辺でこれを探して1頭を得た。これについて植村利夫に伝えたところ、植村は和歌山県海岸で尾崎光太郎が数度にわたって同様のものを採集し、それを送付され、これについてある程度調べていたことを説明した。これらを比較して、全て同種であると判断された。関口は標本から図を作成したが、種名の確定は出来ず、海外の専門家に送付した。しかしこれはなぜか返事が来なかった。植村は昭和15年に小学生新聞に「新しい蜘蛛のお話」という記事を連載し、その2回目に”変わりもの食いのイソカニムシ”という題で本種を紹介し、関口の図を載せた。これによって本種の和名が確定した。